# Неділище
Неді́лище — село в Україні, у Барашівській сільській громаді Звягельського району Житомирської області. Населення складає 808 осіб. До 2016 року орган місцевого самоврядування — Неділищенської сільської ради.

## Географія
Село Неділище розташоване за 86 км від обласного центру та 57 км від районного центру. Територія, на якій розташоване село, перебуває в межах Поліської низовини. Селом тече річка Уж, права притока Прип'яті (впадає у Київське водосховище). У водоймах водиться щука, окунь, карась. Середня висота над рівнем моря 203 м. Клімат помірно континентальний. За останні 10 років літо сухе, а зима м'яка. Неділище межує на півночі з селом Великий Яблунець, на північному сході з смт Яблунець та селом Рясне, на сході — з селом Ольхівкою, на південному сході — з селом Вікторівкою, на південному заході — з селом Бараші, на заході — з селом Бастова Рудня, на північному заході — з селом Шевченкове. На південно-західній околиці села у річку Уж впадає річка Яструбень. Найближча залізнична станція — Яблунець (за 7 км).

## Історія
Неділище позначено на мапі боліт Полісся від 1650 року картографа Даніеля Цвікера. Наприкінці XIX століття польські дослідники про село зазначають так: «Неділище — село над річкою Уша, Житомирського повіту Барашівської волості, парафія православна Рясне, до Житомира 84 версти. Налічувалось 229 подвір'їв та 1149 мешканців, є вітряк».
З 1890-х років XIX століття в село прибуває з Києва на постійне місце проживання відставний полковник, учасник російсько-турецької війни (1877—1878), князь Баратов Борис Федорович (1842—1905) зі своєю родиною: дружина Марія Антонівна Баратова (1845—1914), старша донька: Ольга Борисівна Баратова (1869—1959), молодша донька Людмила Борисівна Баратова (1871—?). Старша донька Ольга Борисівна у 1896 році вийшла заміж за однополчанина  батька полковника 132-го Бендерського полку Гавликівського Миколу Михайловича (10.12.1859, Кам'янець-Подільський — 23.11.1908, Київ, Лук'янівське кладовище). У них були син Михайло і донька Марія, яка була в шлюбі з інженером — гідрологом Анатолієм Сергійовичем Ричкаловим.
У 1906 році село Барашівської волості Житомирського повіту Волинської губернії. Відстань від повітового міста 80 верст, 5 верст  від волості. Налічувалось 262 подвір'їв та 1407 мешканців.
У 1913 році княгиня Баратова Марія Антонівна володіла землею у розмірі 170 десятин.
До жовтневого перевороту в Петрограді 1917 року жителі села вільно здійснювали свої релігійні обряди в різних культових закладах. Православні у церкві Святої Параскеви села Рясне і у власній церкві Святої Трийці, римо-католики в костелі Святого Антонія села Бараші, лютерани в Євангелічно-лютеранській кірхи Геймталь (нині — село Ясенівка,Житомирського району), євреї в синагозі села Горошки.
З 7 березня 1923 року село перебувало в складі Ємільчинського району.
У період масових сталінських репресій проти українського народу у 1930-ті роки органами НКВС безпідставно було заарештовано та позбавлено волі на різні терміни 14 мешканців села, з яких 4 особи розстріляно. Всі постраждалі від тоталітарного режиму нині реабілітовані і їхні імена відомі.
Вайсберг Лейба Гершкович, Волошин Кузьма Федорович, Волошин Лаврентій Карпович, Воспитанник Антон Захарович, Дмитренко Мартин Васильович, Дмитренко Микола Матвійович, Карпенко Іван Сидорович, Кулаківська (Расенюк) Ірина Степанівна, Литвинчук Іван Дмитрович, Лук'янчук Іван Олексійович, Марченко Марко Іванович, Матвієнко Пилип Васильович, Ревчук Трохим Васильович, Українець Олександр Кирилович.
28 липня 2016 року, в ході децентралізації, Неділищенська сільська рада об'єднана з Барашівською сільською громадою.
17 липня 2020 року, в результаті адміністративно-територіальної реформи та ліквідації Ємільчинського району, село увійшло до складу Звягельського району.

## Пам'ятки
- Церква Святої Трійці — знищена комсомольцями у 1930-х роках.

## Особистості
- Максименко Петро Іванович (13 липня 1989 — 19 жовтня 2014) — солдат Збройних сил України, учасник російсько-української війни.
- Матвієнко Ніна Митрофанівна (10 жовтня 1947 — 8 жовтня 2023) — українська співачка, народна артистка України, Лауреат Державної премії УРСР імені Тараса Шевченка, Герой України[6].

## Галерея

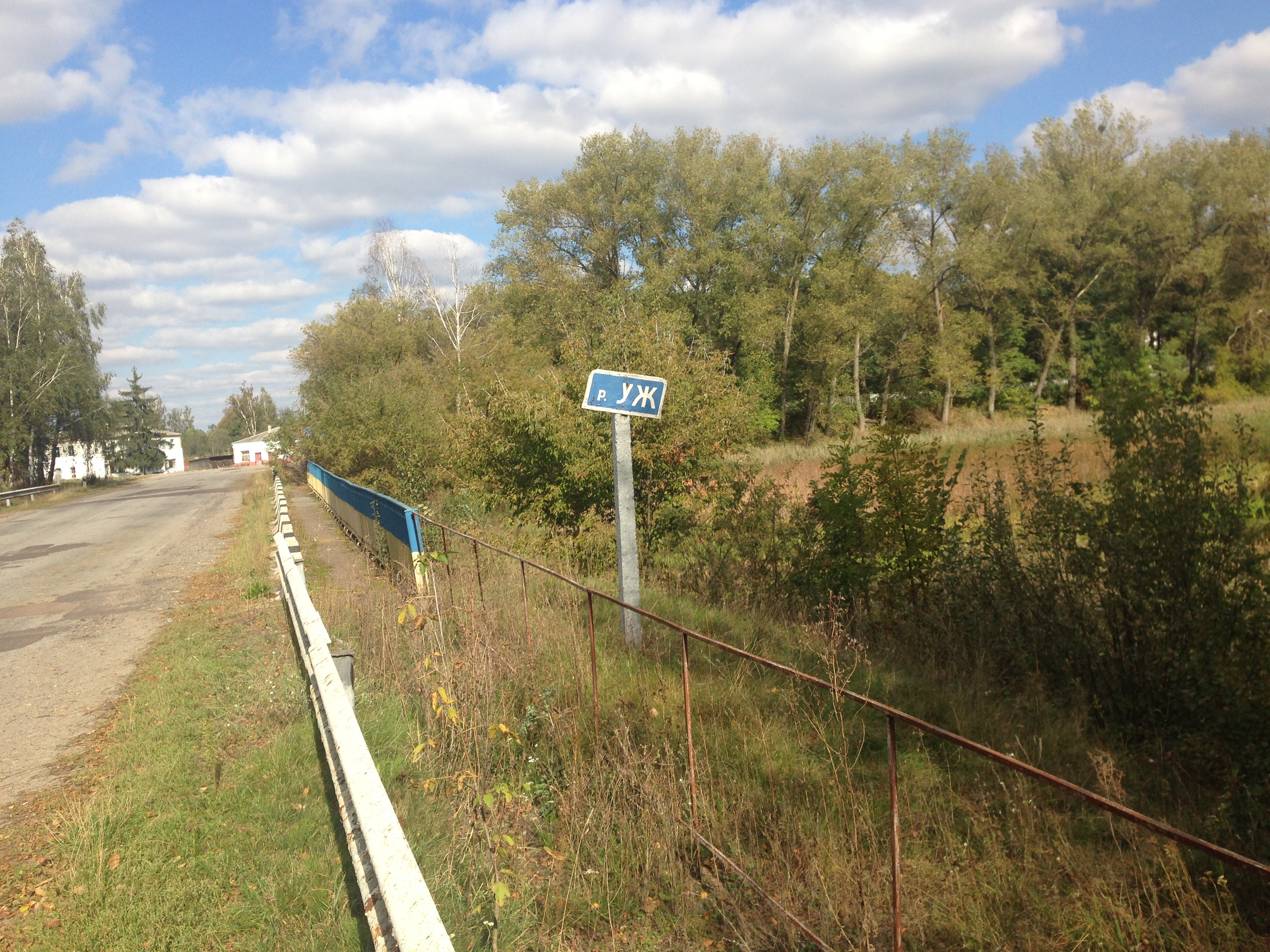
Міст через річку Уж
Меморіал у Неділищах
Сільське кладовище
Будинок, де народилася співачка Ніна Матвієнко